# Велики подухват (ТВ филм)
„Велики подухват” је југословенски ТВ филм из 1960. године. Режирао га је Сава Мрмак а сценарио је написао Paddy Chayefsky.

## Улоге
| Глумац         | Улога |
| -------------- | ----- |
| Карло Булић    |       |
| Рахела Ферари  |       |
| Јован Гец      |       |
| Владимир Медар |       |
| Воја Мирић     |       |
| Олга Савић     |       |
| Славко Симић   |       |
| Виктор Старчић |       |
| Стево Жигон    |       |